# Église de la Très-Sainte-Mère-de-Dieu (Bolchie Saly)
Pour les articles homonymes, voir Église de la Mère-de-Dieu.
L’église de la Très Sainte Mère de Dieu (en arménien : Սուրբ Աստվածածին եկեղեցի, en russe : Церковь Пресвятой Богородицы ou Церковь Сурб Аствацацин) est une église du diocèse russe de l’Église apostolique arménienne située à Bolchie Saly (oblast de Rostov) et construite de 1860 à 1867.

## Histoire
Depuis la fin du XVIIIe siècle une importante communauté arménienne venant de Crimée est installée aux alentours de l’embouchure du Don. À côté de la ville de Nakhitchevan-sur-le-Don (devenue en 1928 un quartier de Rostov-sur-le-Don) les Arméniens ont également fondé une série de villages, dont Bolchie Saly en 1779.
En 1848 les paroissiens de Bolchie Saly commencent à récolter des fonds en vue de construire une église en brique. Les travaux débutent en 1860 et durent jusqu’en 1867. L’auteur du projet est l’architecte de Taganrog N. Mouratov.
Fermée par les autorités soviétique en 1938 l’église reprend du service lors de la Seconde Guerre mondiale lors de l’occupation allemande. L’église, fortement endommagée, continue à fonctionner après la guerre sans interruption.
De 2001 à 2008 l’église est remise en état et un service solennel est célébré en présence du catholicos Garéguine II Nersissian le 7 septembre 2008. Un khatchkar venu d’Arménie est également inauguré.